# Einar Örn Benediktsson
Einar Örn Benediktsson (ur. 29 października 1962 w Reykjavíku) – islandzki piosenkarz i trębacz, który współpracował m.in. z Björk i The Sugarcubes.

## Purrkur Pillnikk (1981–1982)
Muzyczna kariera Einara zaczęła się 8 marca 1981, wraz z oficjalnym utworzeniem punkowej grupy muzycznej Purrkur Pillnikk, którą oprócz niego współtworzyli Ásgeir R. Bragason, Bragi Ólafsson i Friðrik Erlingsson. Zespół ten zdobył uznanie na Islandii i odbył tour po Europie. W tym samym czasie powstawało pierwsza EP-ka zespołu – Tilf (kwiecień 1981) – zostało ono wprowadzone na rynek przez specjalnie z tej okazji utworzoną wytwórnię płytową Gramm Records. Następne wydawnictwa zespołu to Ekki Enn (EP – sierpień 1981), Googooplex (LP – luty 1982), No Time To Think (LP - maj 1982) i Maskínan (LP - wrzesień 1982). Później – 28 sierpnia 1982 roku nastąpił oficjalny rozpad grupy.

## KUKL (1983–1986)
Od 1983 Einar prowadził własną audycję w islandzkim radiu i poprzez nią promował punkowe zespoły - takie, jak Þeyr i Tappi Tíkarrass. Einar poznał wtedy piosenkarkę Björk (wówczas w grupie Tappi Tíkarrass), gitarzystę Guðlaugura Óttarssona, perkusistę Sigtryggur Baldurssona (obaj Þeyr), pianistę Einara Melaksa (Medúsa), z którymi założył Kukl (w staroislandzkim - "czarodziej") – eksperymentalny projekt muzyczny, inspirowany głównie dokonaniami Killing Joke. Powstały dwa albumy w formacie LP - The Eye (1984) i Holidays in Europe (The Naughty Nought) (1986) (obydwa wydane przez anarchopunkową wytwórnię Crass).
Po tym okresie Einar zdecydował się wyjechać na studia do Anglii (Polytechnic of Central London) i na jego miejsce przyszedł gitarzysta Þór Eldon, by odbyć z zespołem trasę koncertową. Następnie - wskutek bankructwa Crass, zespół zawiesił swoją działalność. Einar rzucił studia, by ożywić zespół - tak powstała grupa The Sugarcubes (isl. Sykurmolarnir) i wywórnia Bad Taste (isl. Smekkleysa). W Londynie na krótko powstała industrialowa grupa Ornamental, w skład której wchodzili Einar, Dave Ball i Hilmar Örn Hilmarsson (znani z grupy Psychic TV) oraz piosenkarka Rose McDowall. Powstała album No Pain.

## The Sugarcubes (1986–1992)
Zespół The Sugarcubes był przedłużeniem KUKL - skład zbytnio się nie zmienił, doszli tylko Margrét Örnólfsdóttir (keyboardzistka) i Bragi Ólafsson (basista), a odszedł Óttarsson. Energetyczna mieszanka popu i rocka w połączeniu z dziecięcym głosem Björk przysporzyła The Sugarcubes dużej popularności zarówno na Islandii, jak i poza nią - już pierwszy singel Ammæli stał się hitem w Wielkiej Brytanii. Skutkiem tego było powstanie pierwszego albumu Life’s Too Good (1988). Singel Motorcrash doszedł do 10. miejsca na liście US Modern Rock Billboardu.
W 1989 Einar zdecydował się wstąpić w związek małżeński ze swoim kolegą z zespołu Bragim Ólafssonem, ceremonia miała miejsce w Kopenhadze. Po latach przyznał, iż było to jedynie wydarzenie mające zwrócić uwagę mediów na nową płytę The Sugarcubes - Here Today, Tomorrow, Next Week!, a on sam jest heteroseksualistą.
Płyta odniosła dosyć spory sukces, osiągając 15. miejsce w notowaniu brytyjskim. Singel Regina osiągnął zaś 2. miejsce na liście US Modern Rock Tracks.
Szczyt popularności przyszedł jednak wraz z wydaniem płyty Stick Around for Joy, która uczyniła z Björk gwiazdę, głównie dzięki piosence "Hit", która osiągnęła 1. miejsce w notowaniu US Modern Rock. Po tym wydarzeniu zespół się rozpadł, prawdopodobnie wskutek sprzeczności jaka powstała pomiędzy Einarem, który chciał odciąć się od sukcesu komercyjnego i dalej działać na islandzkiej scenie muzycznej, a rosnącą gwiazdą Björk, której głos stał się znakiem rozpoznawczym The Sugarcubes. Björk wyjechała do Londynu i rozpoczęła karierę solową.

## Od 1992 do dziś
Po rozpadzie grupy, Einar założył firmę Icelandic Nuclear Industries, zajmującą się organizacją i promocją koncertów w Reykjavíku (występy Blur, Fugees, Björk, The Prodigy i Massive Attack), oraz pierwszą kafejkę internetową na Islandii - The Siberia Cafe.
Następnie udzielał się w zespołach Frostbite, Grindverk i Ghostigital.